# Административна подела Северне Македоније
Северна Македонија је подручно подељена на 80 општина и град Скопље, као посебну јединицу локалне самоуправе. Последња територијална реорганизација локалне самоуправе је направљена Законом за територијалну организацију локалне самоуправе у Северној Македонији, донесеном 11. августа 2004. године. Све општине припале су и новообразованим статистичким областима или регионима Северне Македоније (укупно 8).
По броју становника, највећа општина у Македонији је општина Куманово са 105.484 становника, а најмања општина Вранештица са 1.322 становника.
По површини, највећа општина је општина Прилеп са површином од 1.194 km², а најмања општина је општина Чаир са површином од 3,5 km².

## Град Скопље
Град Скопље се састоји од 10 општина: општина Аеродром, општина Бутел, општина Гази Баба, општина Ђорче Петров, општина Карпош, општина Кисела Вода, општина Сарај, општина Центар, општина Чаир и општина Шуто Оризари.
По броју становника, највећа општина у граду Скопљу је општина Гази Баба са 72.617 становника, а најмања је општина Шуто Оризари са 20.800 становника.
По површини, највећа општина у граду Скопљу је општина Сарај са 229 km², а најмања је општина Чаир са 3,5 km².

## Хронологија
Године 1945. Северна Македонија је законом територијално подељена на 894 месних народних одбора.
Од 1949. до 1952. године је донесено шест закона о територијалној организацији.
Године 1952. број општина је са 223 смањен на 86.
Године 1957. постоји 73 општина.
Године 1965. број општина се смањује на 32.
Од 1976. до 1996. године Северна Македонија територијално је подељена на 34 општине. Град Скопље је имао посебан статус са пет општина: Гази Баба, Карпош, Кисела Вода, Центар и Чаир.
Од 1996. до 2004. године, Северна Македонија била је територијално подељена на 123 општине и град Скопље, како посебну јединицу локалне самоуправе. У граду Скопље се налазило седам општина: Гази Баба, Ђорче Петров, Карпош, Кисела Вода, Центар, Чаир и Шуто Оризари.
Године 2013. општине Вранештица, Другово, Зајас и Осломеј су придружене општини Кичево.

## Списак општина
| Општина                     | Центар општине           | Број становника | Површина | Градоначелник       |
| --------------------------- | ------------------------ | --------------- | -------- | ------------------- |
| Општина Аеродром            | Град Скопље              | 72.009          | 21,85    | Кирил Тодоровски    |
| Општина Арачиново           | Село Арачиново           | 11.597          | 31,3     | Музафер Белешка     |
| Општина Берово              | Град Берово              | 13.941          | 598,07   | Венко Пашалиски     |
| Општина Битољ               | Град Битољ               | 95.385          | 787,95   | Владимир Талевски   |
| Општина Богданци            | Град Богданци            | 8.707           | 114,54   | Ђорђи Петрушев      |
| Општина Боговиње            | Село Боговиње            | 28.997          | 141,65   | Невзат Елези        |
| Општина Босилово            | Село Босилово            | 14.260          | 161,99   | Ђорђе Манушев       |
| Општина Брвеница            | Село Брвеница            | 15.855          | 164,3    | Џелал Рамадани      |
| Општина Бутел               | Град Скопље              | 37.371          | 54,79    | Петре Латиновски    |
| Општина Валандово           | Град Валандово           | 11.890          | 331,4    | Николче Чурлиновски |
| Општина Василево            | Село Василево            | 12.122          | 230,4    | Славе Христов       |
| Општина Вевчани             | Село Вевчани             | 2.433           | 22,8     | Васил Радиноски     |
| Општина Велес               | Град Велес               | 55.108          | 427,45   | Аце Коцевски        |
| Општина Виница              | Град Виница              | 19.938          | 432,67   | Марјан Костадинов   |
| Општина Врапчиште           | Село Врапчиште           | 25.399          | 157,98   | Есат Салаи          |
| Општина Гази Баба           | Град Скопље              | 72.617          | 110,86   | Коце Трајановски    |
| Општина Гостивар            | Град Гостивар            | 81.042          | 513,39   | Невзат Бејта        |
| Општина Градско             | Село Градско             | 3.760           | 236,19   | Драги Тричковски    |
| Општина Дебар               | Град Дебар               | 19.542          | 145,67   | Аргетим Фида        |
| Општина Дебарца             | Село Белчишта            | 5.507           | 425,39   | Љупчо Којчиновски   |
| Општина Делчево             | Град Делчево             | 17.505          | 422,39   | Кирчо Иванов        |
| Општина Демир Капија        | Град Демир Капија        | 4.545           | 311,06   | Тодор Тошевски      |
| Општина Демир Хисар         | Град Демир Хисар         | 9.497           | 480,13   | Љупчо Најдовски     |
| Општина Дојран              | Село Стар Дојран         | 3.426           | 129,16   | Зоран Аризанов      |
| Општина Долнени             | Село Долнени             | 13.568          | 412,43   | Изудин Каришић      |
| Општина Ђевђелија           | Град Ђевђелија           | 22.988          | 483,43   | Драги Делев         |
| Општина Ђорче Петров        | Град Скопље              | 41.634          | 66,93    | Сокол Митровски     |
| Општина Желино              | Село Желино              | 24.390          | 201,04   | Ђенан Алиу          |
| Општина Зелениково          | Село Зелениково          | 4.077           | 176,95   | Борче Гиевски       |
| Општина Зрновци             | Село Зрновци             | 3.264           | 55,82    | Благој Николов      |
| Општина Илинден             | Село Илинден             | 15.894          | 97,02    | Жика Стојановски    |
| Општина Јегуновце           | Село Јегуновце           | 10.790          | 176,93   | Тони Коцески        |
| Општина Кавадарци           | Град Кавадарци           | 38.741          | 992,44   | Панчо Минов         |
| Општина Карбинци            | Село Карбинци            | 4.012           | 229,7    | Борис Гаврилов      |
| Општина Карпош              | Град Скопље              | 59.666          | 35,21    | Андреј Петров       |
| Општина Кисела Вода         | Град Скопље              | 57.236          | 34,24    | Ђорђе Арсов         |
| Општина Кичево              | Град Кичево              | 56.739          | 823,68   | Владимир Толески    |
| Општина Конче               | Село Конче               | 3.536           | 233,05   | Стојан Лазаров      |
| Општина Кочане              | Град Кочане              | 38.092          | 360,36   | Љубомир Јанев       |
| Општина Кратово             | Град Кратово             | 10.441          | 375,44   | Мите Андоновски     |
| Општина Крива Паланка       | Град Крива Паланка       | 20.820          | 480,81   | Драги Трајчевски    |
| Општина Кривогаштани        | Село Кривогаштани        | 6.150           | 93,57    | Горан Каранфиловски |
| Општина Крушево             | Град Крушево             | 9.684           | 190,68   | Лефкија Гажоска     |
| Општина Куманово            | Град Куманово            | 105.484         | 509,48   | Зоран Дамјановски   |
| Општина Липково             | Село Липково             | 27.058          | 267,82   | Бећир Сакипи        |
| Општина Лозово              | Село Лозово              | 2.858           | 166,32   | Јордан Павлов       |
| Општина Маврово и Ростуша   | Село Ростуша             | 8.618           | 663,19   | Фуат Дурмиши        |
| Општина Македонска Каменица | Град Македонска Каменица | 8.110           | 190,37   | Перо Митревски      |
| Општина Македонски Брод     | Град Македонски Брод     | 7.141           | 888,97   | Милосим Војнески    |
| Општина Могила              | Село Могила              | 6.710           | 255,62   | Славко Велевски     |
| Општина Неготино            | Град Неготино            | 19.212          | 426,46   | Ђорђи Кимов         |
| Општина Новаци              | Село Новаци              | 3.549           | 753,53   | Лазар Котевски      |
| Општина Ново Село           | Село Ново Село           | 11.567          | 237,83   | Никола Андонов      |
| Општина Охрид               | Град Охрид               | 55.749          | 389,93   | Александар Петрески |
| Општина Петровец            | Село Петровец            | 8.255           | 201,93   | Звонко Цветковски   |
| Општина Пехчево             | Град Пехчево             | 5.517           | 208,2    | Јованчо Станоевски  |
| Општина Пласница            | Село Пласница            | 4.545           | 54,44    | Фидаил Салифоски    |
| Општина Прилеп              | Град Прилеп              | 76.768          | 1194,44  | Марјан Ристевски    |
| Општина Пробиштип           | Град Пробиштип           | 16.193          | 325,57   | Душко Јовановски    |
| Општина Радовиш             | Град Радовиш             | 28.244          | 497,48   | Страхил Гавритов    |
| Општина Ранковце            | Село Ранковце            | 4.144           | 240,71   | Орце Тодоровски     |
| Општина Ресен               | Град Ресен               | 16.825          | 550,77   | Димитар Бузлевски   |
| Општина Росоман             | Село Росоман             | 4.141           | 132,9    | Гоце Величковски    |
| Општина Сарај               | Град Скопље              | 35.408          | 229,06   | Имер Селмани        |
| Општина Свети Никола        | Град Свети Никола        | 18.497          | 482,89   | Слободан Даневски   |
| Општина Сопиште             | Село Сопиште             | 5.656           | 222,1    | Љупчо Мицковски     |
| Општина Старо Нагоричане    | Село Старо Нагоричане    | 4.840           | 433,41   | Власта Димковић     |
| Општина Струга              | Град Струга              | 63.376          | 483      | Рамиз Мерко         |
| Општина Струмица            | Град Струмица            | 54.676          | 321,49   | Зоран Заев          |
| Општина Студеничани         | Село Студеничани         | 17.246          | 276,16   | Ајаудин Зећири      |
| Општина Теарце              | Село Теарце              | 22.454          | 136,54   | Рами Ћерими         |
| Општина Тетово              | Град Тетово              | 86.580          | 261,89   | Хазби Лика          |
| Општина Центар              | Град Скопље              | 45.362          | 7,52     | Виолета Аларова     |
| Општина Центар Жупа         | Село Центар Жупа         | 6.519           | 107,21   | Нузи Шахин          |
| Општина Чаир                | Град Скопље              | 64.823          | 3,52     | Изет Меџити         |
| Општина Чашка               | Село Чашка               | 7.673           | 819,45   | Стојан Маневски     |
| Општина Чешиново-Облешево   | Село Облешево            | 7.490           | 132,2    | Орце Митров         |
| Општина Чучер Сандево       | Село Чучер Сандево       | 8.493           | 240,78   | Воислав Киранџић    |
| Општина Штип                | Град Штип                | 47.796          | 583,24   | Панде Сарев         |
| Општина Шуто Оризари        | Град Скопље              | 20.800          | 7,48     | Ердуан Исени        |

## Карта
Карта општина Северне Македоније 2013. године